# Station Espa
Station Espa  is een station in Espa in de gemeente Stange in fylke Innlandet  in  Noorwegen. Het station langs Dovrebanen werd geopend in 1880.
Espa werd in 1980 gesloten voor personenvervoer. In 1983 hield ook het goederenvervoer op. Het emplacement wordt nog wel gebruikt als passeerspoor.